# São Luís
São Luís er hovedstad og en kommune i delstaten Maranhão i den nordøstlige del af Brasilien. Byen blev grundlagt i 1612 af Franske kolonister og havde i 2003 omkring 890 000 indbyggere. Den ligger på en ø i deltaet, hvor floderne Pindaré og Itapecuru munder ud i Atlanterhavet.
Det gamle bycentrum af São Luís er optaget på UNESCOs Verdensarvsliste.

## Galleri
- Facade fra den gamle bydel

1. ↑  www.ibge.gov.br, hentet 24. oktober 2023 (fra Wikidata).